# Референдум у Ліхтенштейні (1935)
30 травня 1935 в Ліхтенштейні було проведено референдум про реформу виборчої системи. Виборцям було поставлено запитання, чи схвалюють вони введення пропорційної виборчої системи. Пропозицію було відхилено 52,7 % виборців. Пізніше, у 1939 році, незважаючи на результати референдуму, була введена пропорційна виборча система.

## Результати референдуму
| Варіант                  | Голосів | %    |
| ------------------------ | ------- | ---- |
| За                       | 1182    | 47,3 |
| Проти                    | 1319    | 52,7 |
| Недійсних бюлетенів      | 51      | —    |
| Усього                   | 2552    | 100  |
| Число виборців/явка      | 2670    | 95,6 |
| Джерело: Nohlen & Stöver |         |      |